# Dicranomyia excelsior
Dicranomyia excelsior är en tvåvingeart som först beskrevs av Alexander 1944.  Dicranomyia excelsior ingår i släktet Dicranomyia och familjen småharkrankar.
Artens utbredningsområde är Peru. Inga underarter finns listade i Catalogue of Life.